# Лёбенихтская кирха
Лёбенихтская кирха или Кирха святой Барбары на горе́ (нем. Löbenichtsche — St. Barbara auf dem Berge) — кирха в Лёбенихте (город-основатель Кёнигсберга, затем — район города). В настоящее время полностью разрушена. Находилась на месте угла здания «Калининградгражданпроект» на Московском проспекте, чуть выше нынешней АЗС «Роснефть».

## История
Старое здание Кирхи святой Барбары на горе была построена в 1334—1352 годах на территории Лёбенихта в готическом стиле. Её покровителями были Св. Барбара и Св. Иоганн.
После пожара 1764 года кирха полностью выгорела. Новая построена по проекту Иоганна Эрна Леккеме и освящена 1 декабря 1776 года. Церковная кафедра и алтарь в стиле рококо были выполнены в этом же году мастером Фридрихом Зузе (нем. Friedrich Suhse). Новая башня кирхи настолько сильно возвышалась над Лёбенихтом, что с неё были видны городские крыши.
Во время войны церковь сильно пострадала. Окончательно она была снесена в 1970-годы.

## Галерея

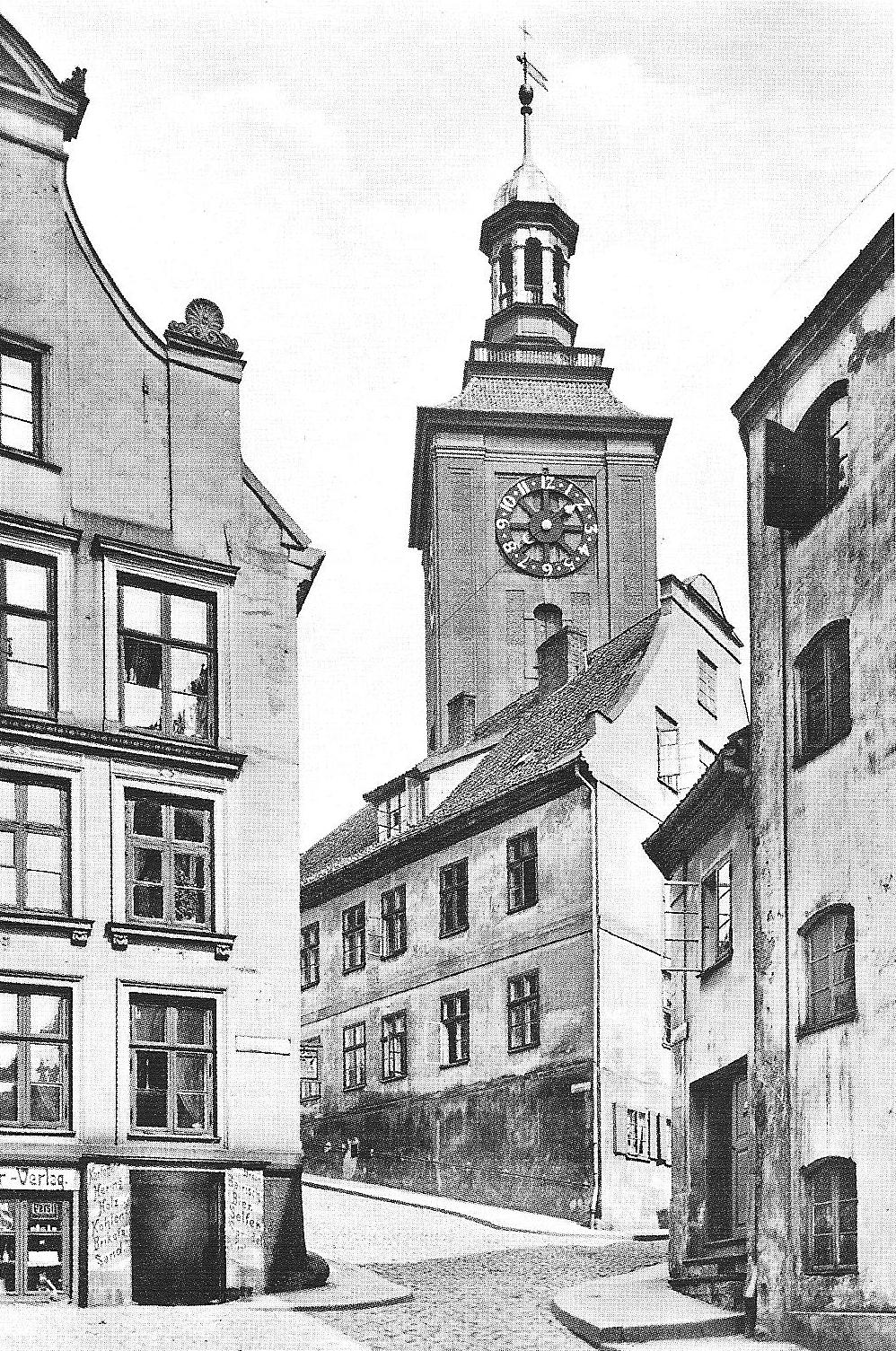
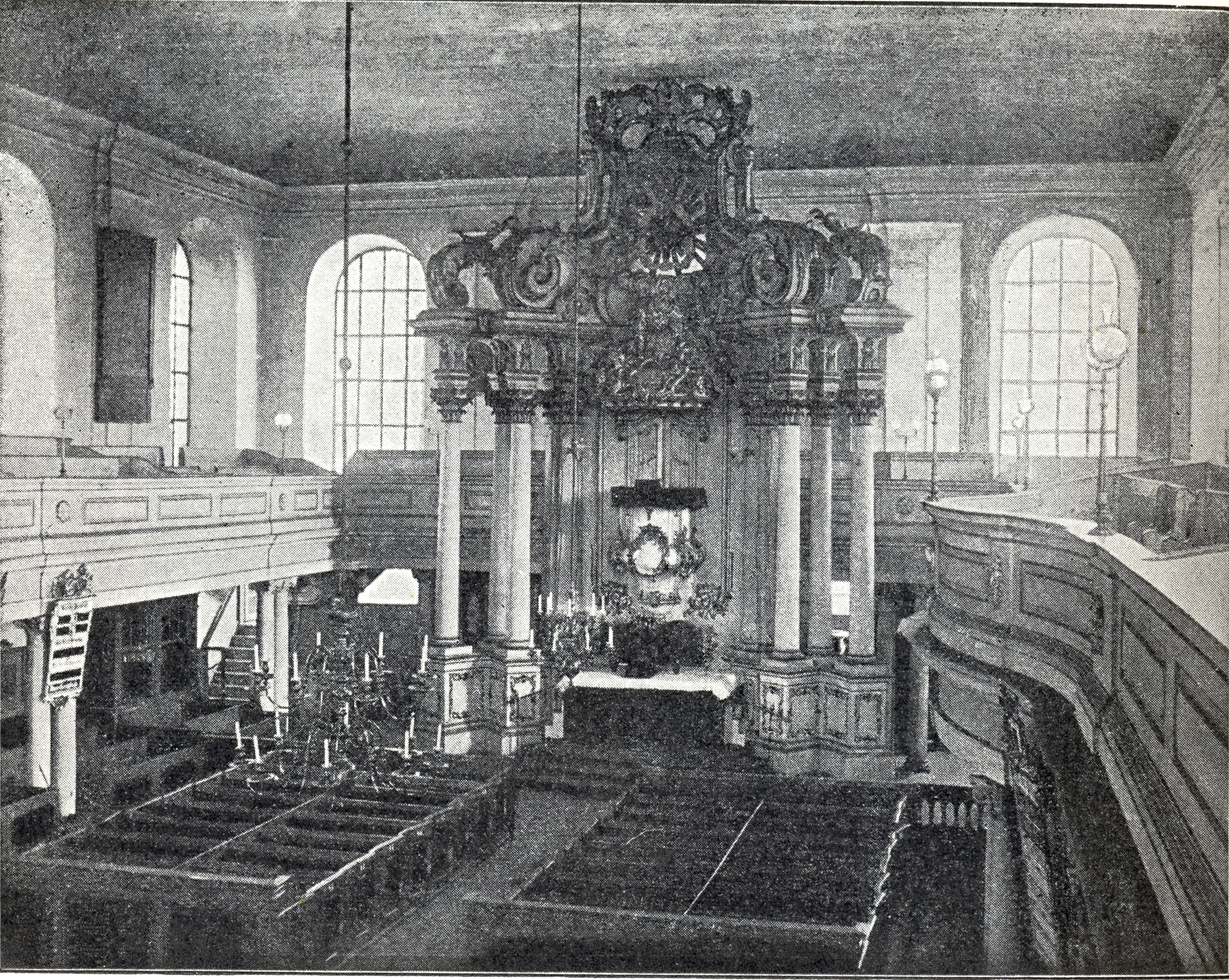
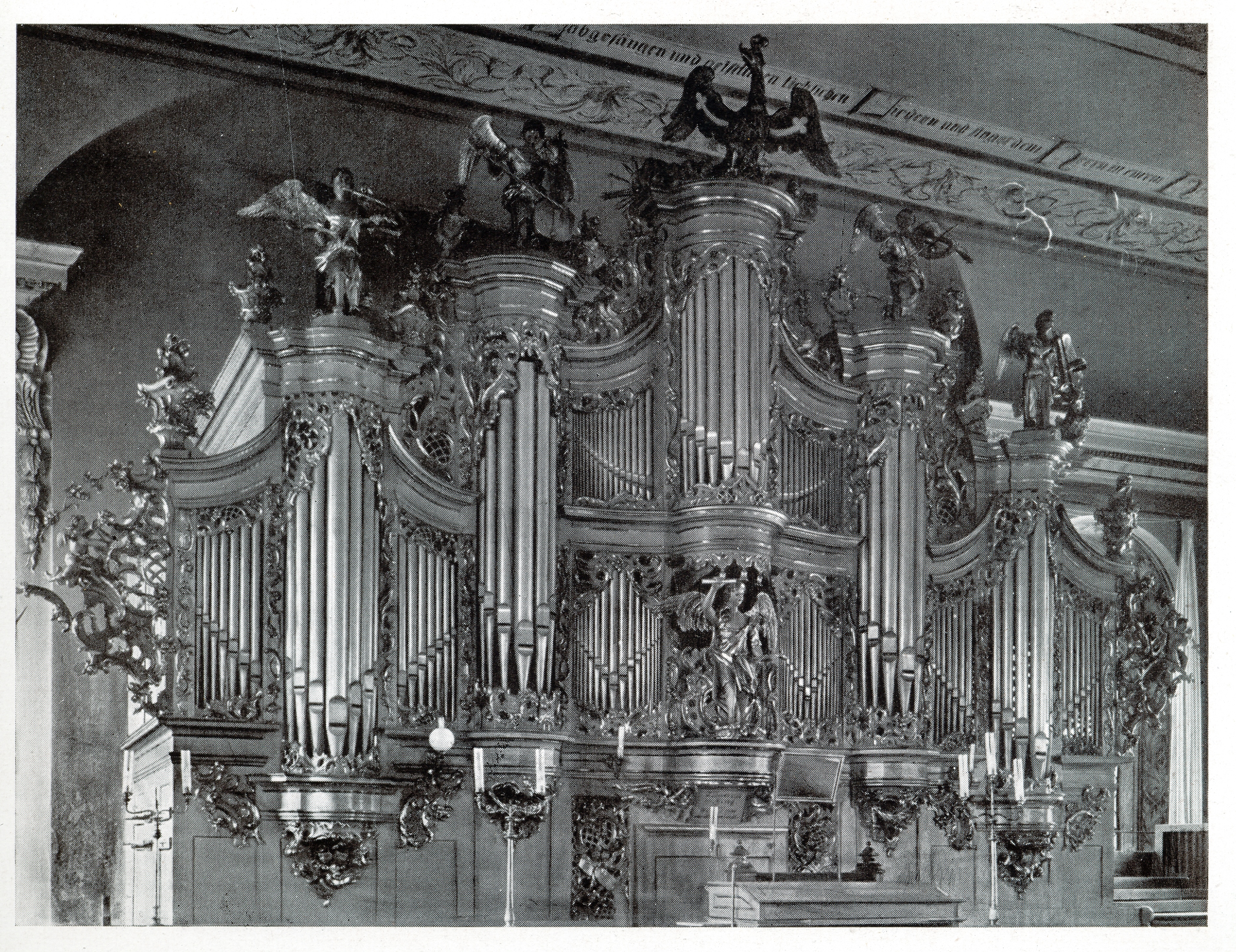
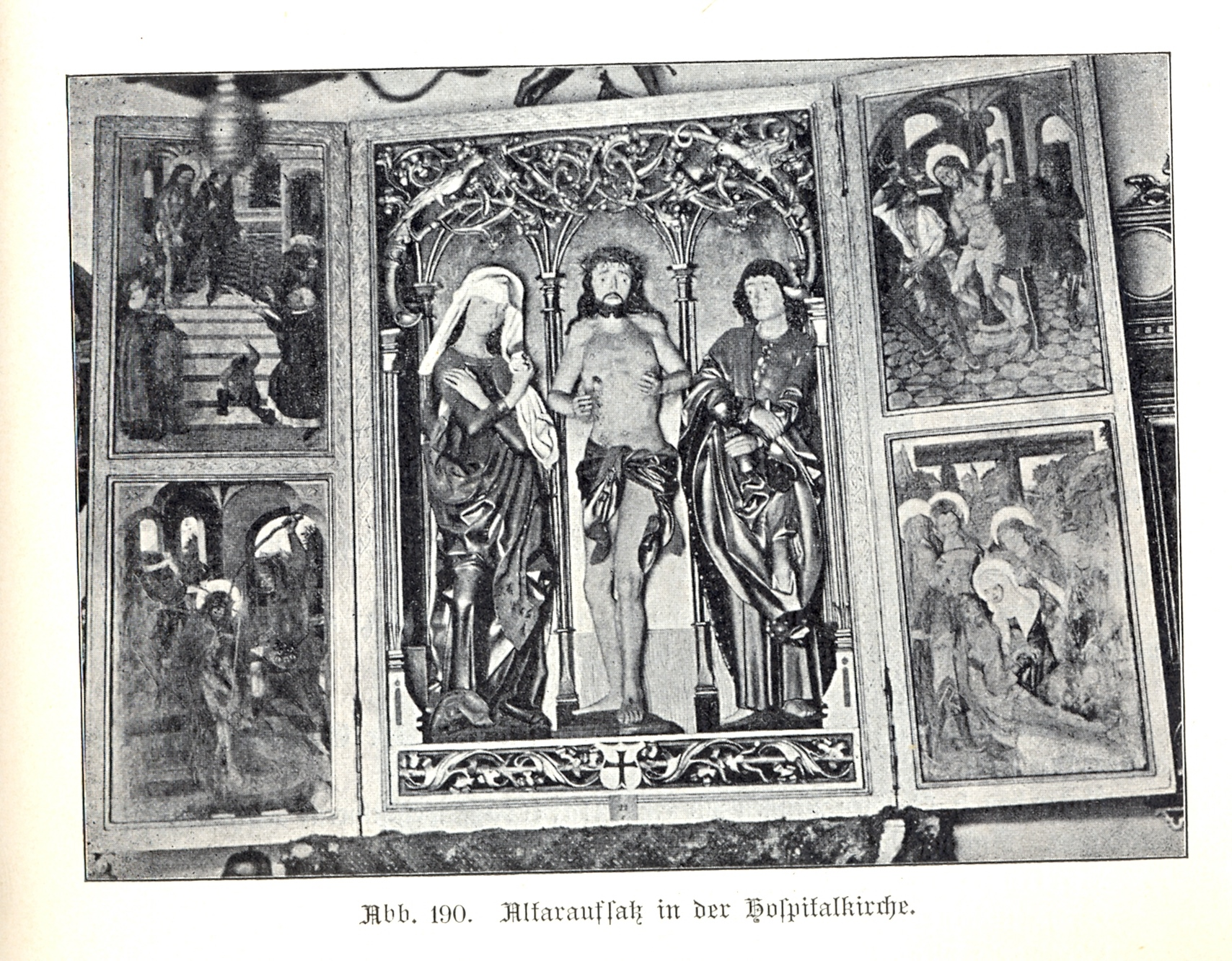